# The Night (filme)
The Night (em persa: آن شب, lit. 'A Noite') é um filme de terror psicológico de 2020 dirigido por Kourosh Ahari. É uma co-produção entre o Irã e os Estados Unidos, estrelada por Shahab Hosseini, Niousha Noor, Leah Oganyan e George Maguire. A trama conta a história de um casal iraniano que vive nos Estados Unidos e está preso em um hotel de Los Angeles. É o primeiro filme estadunidense a receber permissão para lançamento nos cinemas no Irã desde a Revolução Iraniana em 1979.
O filme teve sua estreia mundial no Festival Internacional de Cinema de Santa Bárbara em 20 de janeiro de 2020. Foi então lançado nos cinemas e em vídeo sob demanda nos Estados Unidos em 29 de janeiro de 2021, pela IFC Films.

## Enredo
Um casal iraniano e sua filha de um ano se encontram presos em um hotel de Los Angeles com seus demônios - reais e imaginários - até que possam confrontar os segredos de seu casamento.

## Elenco
- Shahab Hosseini como Babak Naderi
- Gia Mora como Sara
- Elester Latham como homem deslocado
- Kathreen Khavari como Elahe
- George Maguire como recepcionista do hotel
- Niousha Jafarian
- Cara Fuqua
- Armin Mehr
- Steph Martinez
- Leah Oganyan
- Michael Graham como policial

## Recepção
O Rotten Tomatoes dá ao filme 81% de aprovação com base em 59 críticas, com uma avaliação média de 7/10. O consenso dos críticos do site diz: "O peso dramático e o medo de The Night trazem terríveis medos psicológicos - e uma impressionante estreia na direção de Kourosh Ahari".